# Diallomus fuliginosus
Diallomus fuliginosus är en spindelart som beskrevs av Simon 1897. Diallomus fuliginosus ingår i släktet Diallomus och familjen Ctenidae.
Artens utbredningsområde är Sri Lanka. Inga underarter finns listade i Catalogue of Life.